# Porcelana Schmidt
Porcelana Schmidt S/A é uma empresa brasileira de produtos de porcelana, com sede no município de Pomerode, estado de Santa Catarina. Reconhecida como uma das mais tradicionais indústrias do setor no país, seus produtos se destinam para uso doméstico e comercial.

## História

### O pioneiro
A família Schmidt chegou a Mauá, no estado de São Paulo, com Fritz Erwin Schmidt, que havia sido enviado por um tio à Alemanha em 1929, com apenas 16 anos. No exterior, começou a estudar sobre as técnicas de fabricação de artigos de barro tipo “Bunzlau”, uma espécie de grês fino. Mas Fritz foi mais longe e em 1933 retornou ao Brasil com diploma de ceramista. Em 1937 fundou junto com empresários locais a Porcelana Mauá. Fritz teve a colaboração de familiares.
Em 1942, após desentendimentos com os sócios, pediu demissão e junto com ele todos os membros da família se retiraram da fábrica, que chegou a parar a produção naquele ano, voltando a operar posteriormente com novos técnicos. Após quase um ano trabalhando em outras fábricas (Céramus e Cerâmica Matarazzo), em 1943 Fritz Erwin Schmidt fundou a "Porcelana Real", em Mauá.

### A Schmidt

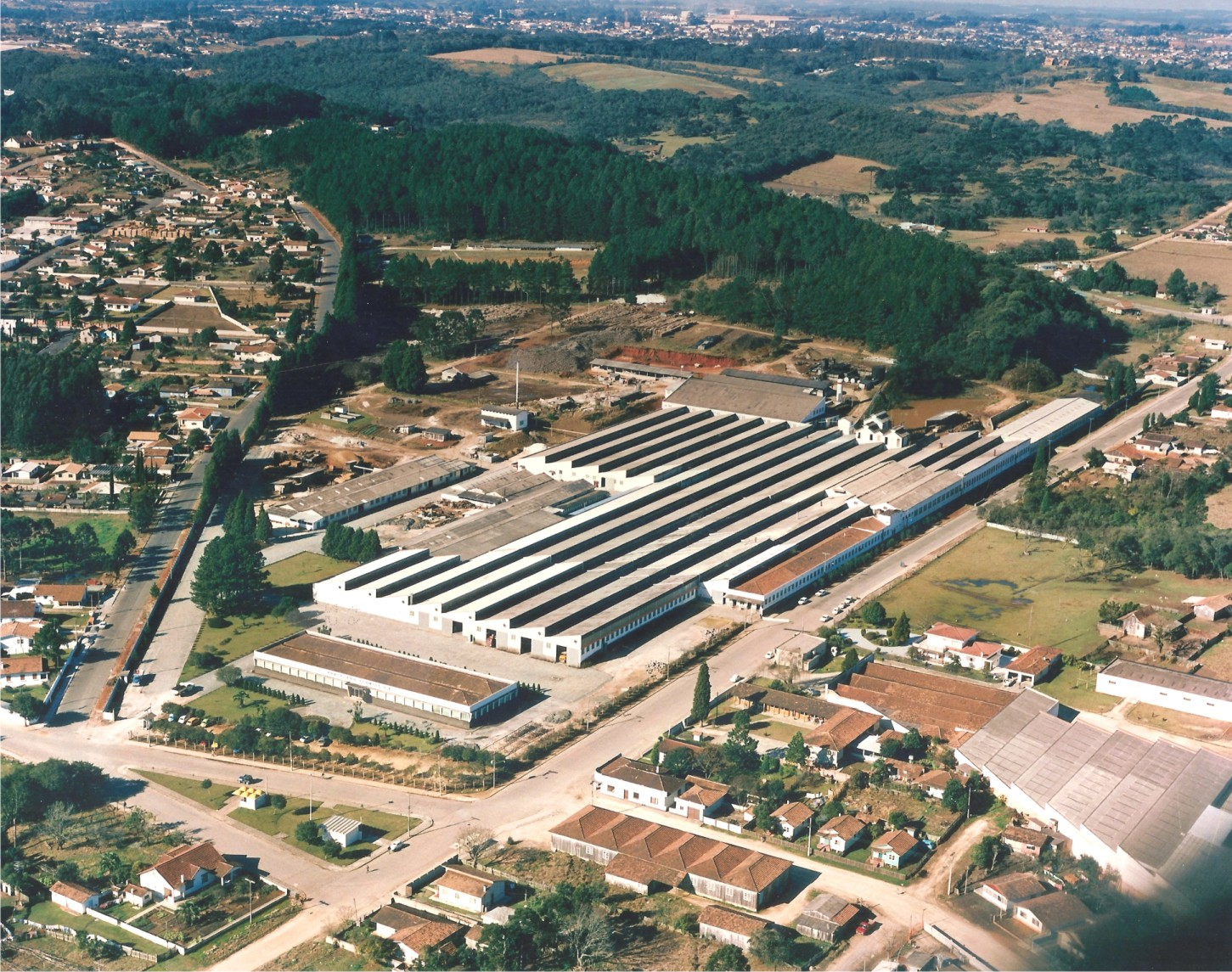
Unidade Campo Largo

Estimulados por Erwin Schmidt, em 1945 a família Schmidt funda uma nova fábrica de porcelana, instalada em um galpão de madeira, na cidade de Pomerode. Os sócios eram Hans Erwin Schmidt, Hans Ernst Schmidt, Ailhen Krämer, Arthur Leopold Schmidt e Rodolpho Pedro Schmidt. Nascia a futura Porcelana Schmidt S/A
Em poucos anos de atividade a empresa teve acentuado crescimento, motivado pela moderna tecnologia e aumento de sua capacidade produtiva e vendas, no período do pós-guerra. Desta forma, em 1948 foram admitidos novos acionistas e, com o ingresso de recursos, foi adquirida a totalidade do controle acionário da Empresa Porcelana Real Ltda., de São Paulo, que se tornou uma Sociedade Anônima.
Mais tarde, no ano de 1956, com os negócios mantendo-se em ascendência, o Grupo Schmidt adquiriu o controle acionário da Cerâmica Brasileira, em Campo Largo, no Paraná, transformando-a também em fábrica de porcelana, denominando-a "Porcelana Steatita". Em 1972, as empresas se fundiram, surgindo o Grupo Schmidt, contando com três plantas industriais: Pomerode, Campo Largo e Mauá.
Nas décadas seguintes o grupo consolidou sua posição de liderança nacional no setor. Nos anos 1960, segundo Danielli de Oliveira, já "era líder absoluta do mercado brasileiro de porcelana, vira sinônimo de qualidade e ícone do setor de Mesa Posta". Segundo Bárbara Gemente, nos anos 1970 o Grupo Schmidt era "o maior fabricante de porcelanas finas das Américas e o quarto maior produtor mundial, exportando para países como Áustria, Suécia, Itália, Marrocos, Finlândia, Argélia, Noruega e Estados Unidos". A empresa se tornou a maior indústria de Pomerode, empregando a maior parte da população da cidade e sendo a responsável pelo município receber o apelido de "A Capital das Porcelanas".
Na década de 1980 dominava cerca de 80% do mercado brasileiro de louças finas. Entre os anos 1980 e 1990, com reconhecimento internacional, lançava tendências e se tornava referência mundial de qualidade. Em 1991 as três fabricas passaram por uma reestruturação e aposentaram as marcas Steatita e Real, trabalhando todas então sob o nome Porcelana Schmidt e sob o símbolo da coroa.

### Crise
Uma crise de sucessão, a concorrência dos produtos da China e a mudança no padrão de consumo de porcelana fina no país são as razões principais da crise da fabricante, que começou nos anos 1990. A produção exportada caiu de 20% para 5% em 2010 e a produção total de 2,4 milhões de peças por mês, há três anos, para 1,9 milhão. Na unidade de Campo Largo mais de 2.500 pessoas perderam o emprego. Desde o início do ano de 2010 houve atrasos de salários e a empresa entrou em recuperação judicial para evitar a falência.
A produção chegou a ser praticamente paralisada, mas em 2011 foi reiniciada com a quitação de salários e benefícios atrasados. Na recuperação, a companhia passou a produzir 1,2 milhão de peças por mês. O pedido de recuperação judicial foi deferido em 2016, passando a ser administrado pela firma Credibilitá. Contudo, os problemas não foram todos resolvidos, as dívidas aumentaram, e em 2020 estava em planejamento uma grande reestruturação do grupo. Uma assembleia foi marcada para decidir os rumos futuros mas depois foi cancelada devido à pandemia de covid-19. No mesmo ano foi anunciada a redução das atividades em Pomerode e concentração dos investimentos na unidade de Campo Largo, que desde 2013 já se responsabilizava pelo acabamento de todas as peças, como parte essencial da estratégia para manter a empresa funcionando.